# Brouwerij Louwaege

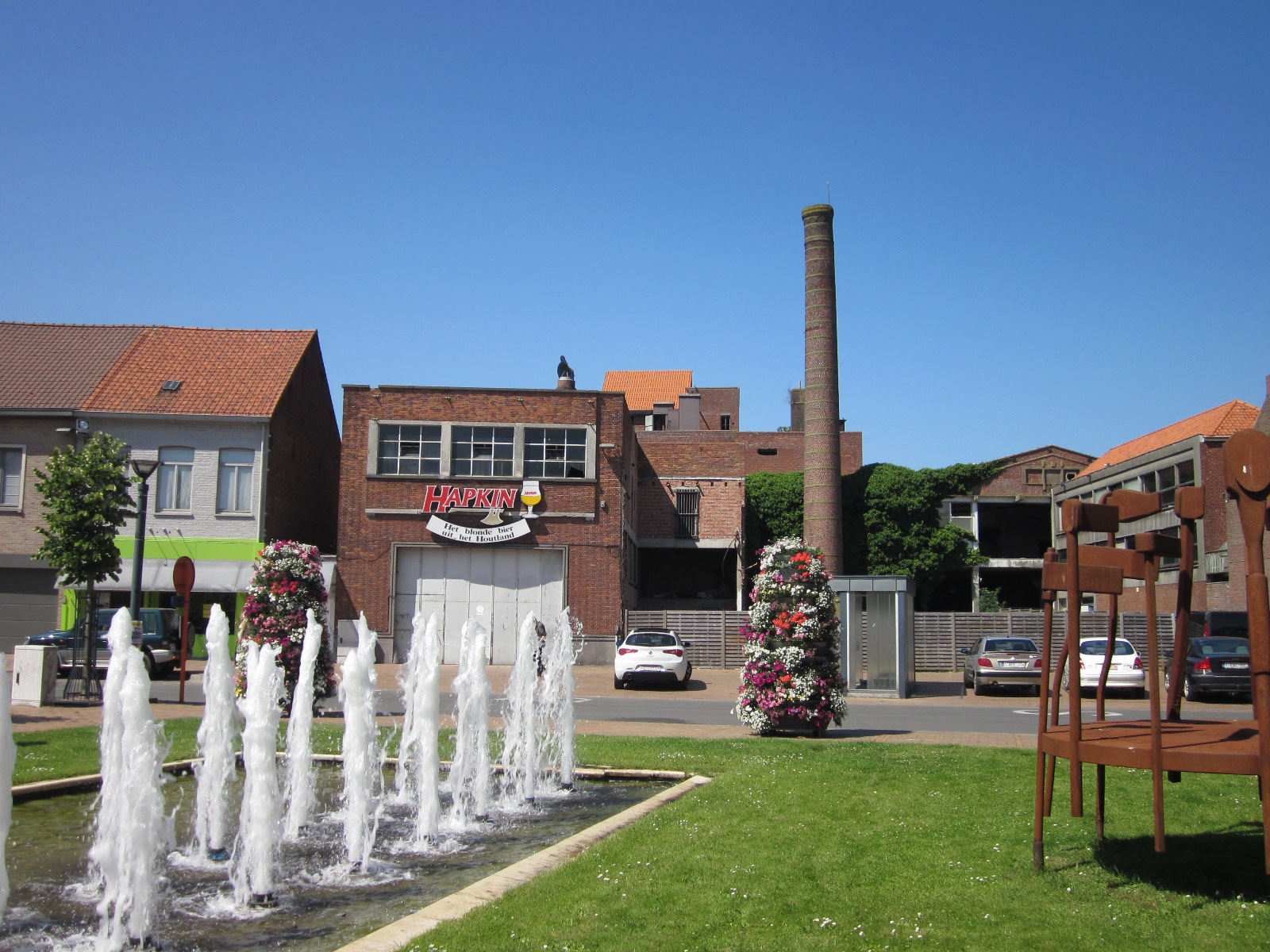
De brouwerijgebouwen in juli 2013

Brouwerij Louwaege, ook Brouwerij Akila of Brouwerij Hapkin genoemd, was een Belgische familiebrouwerij in de West-Vlaamse gemeente Kortemark, die in 1877 werd opgericht en vijf generaties lang tot 2002 bestond.
Het bedrijfsterrein van 7.500 m² omvatte een brouwerij, een brouwershuis, een brouwtoren, ateliers en opslagruimten. In 2002 werd de brouwerij door het brouwersconcern Alken-Maes overgenomen en vervolgens gesloten. Van het bierenassortiment werden alleen de merken Hapkin en later ook Thouroutenaere behouden.
In 2006 besliste de gemeente Kortemark het terrein op te kopen om de gebouwen te slopen en er een woonwijk te bouwen. Eind 2013 werden de gebouwen effectief gesloopt.

## Bieren
Onderstaande bieren werden in deze brouwerij gebrouwen:
- Akila Pils
- Flandrien
- Hapkin
- Louwaege Dubbel Blond
- Louwaege Faro
- Louwaege Kriek
- Louwaege Stout
- Thouroutenaere
- Louwaege's Pils
- Troll's